# Вилайет Шкодер
Шкодра (также Шкодер, Скутари) — вилайет Османской империи, существовавший с 1867 по 1913 год и охватывавший части территории современных Черногории и Албании. В конце XIX века его площадь составляла 13 800 км².
Вилайет был создан в 1867 году путём объединения санджаков Шкодра и Дебар. Санджак Шкодра возник после включения Шкодера в состав Османской империи после осады Шкодер в 1478—1479 годах. В 1499 году в состав санджака Шкодра была включена большая часть княжества Зета. В 1514 году эта территория была отделена от санджака Шкодра и выделена в отдельный санджак Черногория под властью Станко Черноевича. Когда последний в 1528 году скончался, санджак Черногория был объединён с санджаком Шкодра, но как отдельная административная единица с определённой степенью автономии.
В 1867 году санджак Шкодра был объединён с санджаком Скопье, в результате чего был создан вилайет Шкодер. Он подразделялся на санджак Шкодра, Призрен и санджак Дебар. В 1877 году Призрен был включён в состав Косово, Дебар передан вилайету Манастир, в то время как округ Дуррес (Дирака) стал санджаком Дуррес. В 1878 году после Русско-турецкой войны (1877—1878) посёлки Бар и Подгорица были переданы Черногории.
В 1912 и начале 1913 года эта территория была оккупирована государствами-членами Балканского союза в ходе Первой Балканской войны. В 1914 году территория вилайета Шкодра стала частью Албании, созданной по итогам мирного договора, подписанного в ходе Лондонской конференции в 1913 году.
По состоянию на 1911 год население вилайета оценивалось в 349 455 человек, крупнейшей этнической группой были албанцы-мусульмане.